# Osvaldo Faria
Osvaldo Evangelista (Abaeté, 5 de agosto de 1930 — Paris, 30 de junho de 2000), mais conhecido como Osvaldo Faria foi um radialista brasileiro. É pai do também jornalista Bob Faria e Cupadre do Júlio "O Mais Amigo"
Mudou-se com a família para Belo Horizonte aos três anos de idade.
Começou sua atividade como radialista/jornalista na Rádio Itatiaia em 1957, apresentando um programa com canções de  Francisco Alves, chamado "O Rei da Voz". Na Itatiaia, fez de tudo: foi locutor comercial, locutor de jornais falados, repórter policial, repórter geral, narrador de futebol, repórter de campo e, finalmente, comentarista esportivo a partir de 1967.
Osvaldo era sinônimo de futebol em Minas Gerais. Amado por uns e odiado por outros, foi um grande profissional do rádio mineiro, capaz de comprar grandes brigas sem perder o senso de justiça e com humildade suficiente para reconhecer os erros.
Diretor do Departamento de Esportes da Itatiaia, Osvaldo Faria foi um dos seis jornalistas brasileiros que cobriram dez Copas do Mundo até 1998.
A serviço da Itatiaia, Osvaldo Faria andou por todo o mundo transmitindo desde reportagens na Penitenciária de San Quentin, na Califórnia (execução do bandido Caryl Chessman), até a Semana Santa, no Vaticano, com a palavra do papa. Mas foi através do futebol que ele se tornou conhecido. Criou um slogan que honrou por mais de 30 anos, quando passou a ser comentarista oficial da Itatiaia: "Coragem para dizer a verdade". Fez mais de cem coberturas internacionais. Trabalhou também em emissoras de televisão e jornais.
Osvaldo Evangelista (seu nome de batismo) faleceu em Paris, aos 69 anos - após complicações pós-operatórias - e foi sepultado em Belo Horizonte.
Em 2001 a jornalista Tânia Moreira publicou o livro Osvaldo Faria, polêmico e corajoso.